# Hannah Murray
Tegan Lauren-Hannah Murray (født 1. juli 1989) er en engelsk skuespillerinde bedst kendt for sin rolle som Cassie Ainsworth i tv-serien Skins fra 2007-2008. Hun er også kendt for rollen som Gilly, fra serien Game of Thrones.
Hun har studeret engelsk ved Queens' College i Cambridge.

## Tidlige liv
Hannah Murray havde en almindelig barndom i Bristol, England. Hendes forældre undervist på Bristol University, og ingen i hendes familie havde forfulgt skuespilfaget. Da Murray blev teenager besluttede hun dog at tage drama-klasser.
I en alder af 16 år hørte hun om en audition for unge skuespillere i Bristol, og besluttede at gå til en audition bare for oplevelsen. Auditionen var for den britiske serie Skins, og hun imponerede producenterne af serien og blev castet som Cassie Ainsworth, en af hovedpersonerne i den første generation.

## Udvalgt filmografi

### Film
- Chatroom (2010) – Emily
- Dark Shadows (2012) – Hippie-pige
- God Help the Girl (2014) – Cass

### Tv-serier
- Skins (2007–2008, 2013) – Cassie Ainsworth
- Game of Thrones (2012–19) – Gilly
- Miss Marple (2008/09) - daughter of Bond's charractor.